# Marco Sanudo
Marco Sanudo (c. 1153 - entre 1220 y 1230, muy probablemente 1227) fue el creador y primer duque de Naxos, después de la cuarta cruzada.
Era el sobrino materno del dux de Venecia Enrico Dandolo, que participó en la cuarta cruzada (1204). Formó parte de las negociaciones cuando la República de Venecia compró la isla de Creta a Bonifacio de Montferrato.
Entre 1205 y 1207, o poco después de 1213-1214 según las fuentes, reunió una flota y capturó la isla de Naxos, estableciendo las bases del Ducado de Naxos. Construyó una nueva capital en la isla, Kastro (en la actualidad el principal puerto). Durante su reinado, se mezclaron las organizaciones bizantina y occidental.
Se convirtió en vasallo del emperador latino Enrique de Flandes alrededor de 1210 o 1216. Por su señor, combatió contra el Imperio de Nicea. Pero por Venecia, participó en la expedición de Creta de 1211.

## Familia y juventud

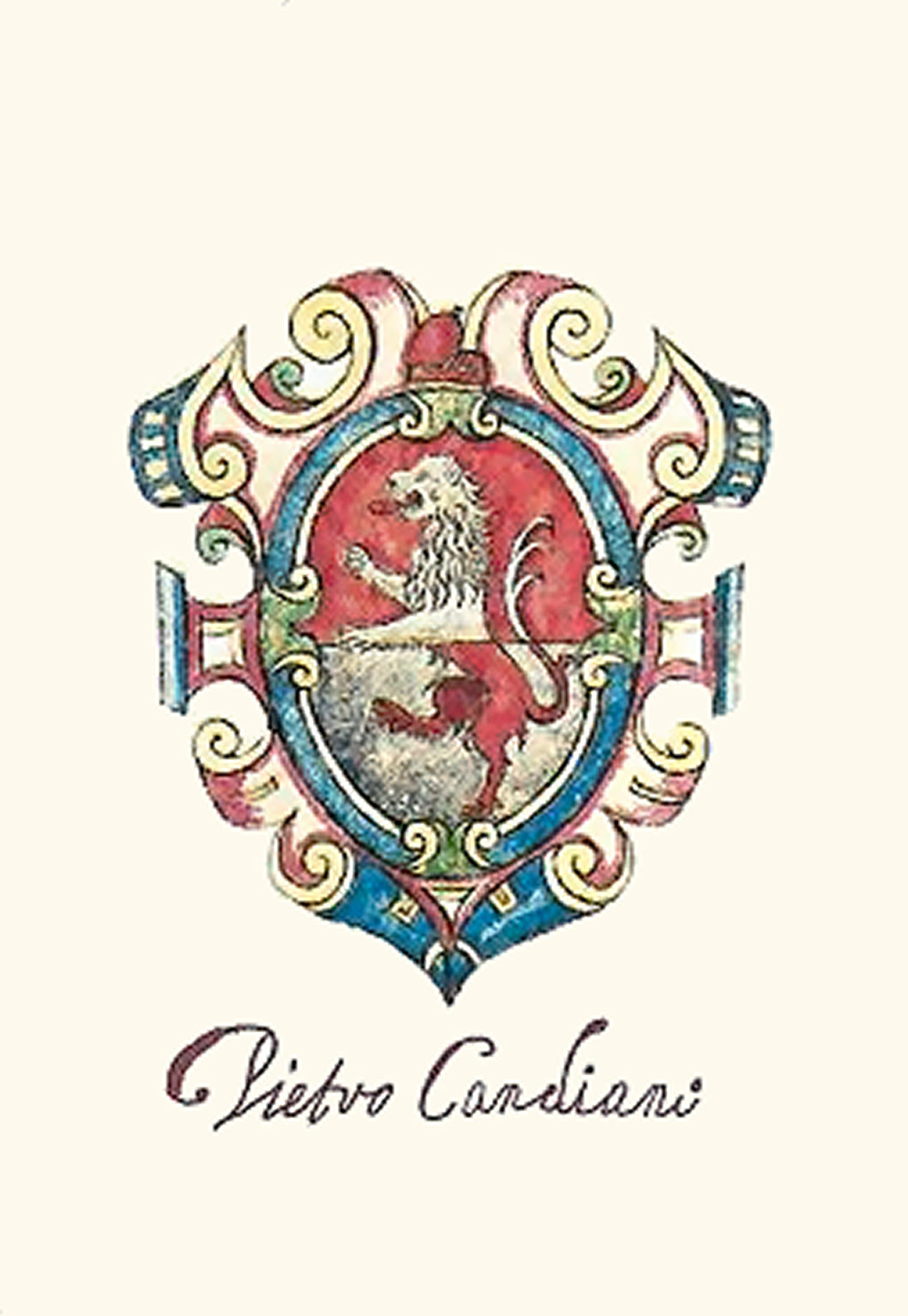
Escudo de armas de Pietro Candiano I.

La familia Sanudo puede haber tenido su origen en Eraclea donde los antepasados de Marco Sanudo desempeñaban cargos. La familia llegó a las islas venecianas a principios del siglo IX después que su ciudad fue destruida. La familia pudo haber estado llamándose por un tiempo Candiano y bajo ese nombre dio seis dux a la ciudad: Pietro I Candiano (887), Pietro II Candiano (932-939), Pietro III Candiano Canuto (cabello blanco) o Sanuto (sabio) (942-959), Pietro IV Candiano (959-976) y Vitale Candiano (978-979). El último Candiano (siglo XI) pudo haber tratado de tomar el poder en la República y mantenerlo hereditariamente en su familia. Así desacreditado, el nombre desapareció, y después, únicamente existió la familia Sanudo y el linaje Sanudo de Candia establecido en Saboya-Cerdeña.
Cuatro generaciones después de Pietro IV, un Marco Sanudo es registrado (en la segunda mitad del siglo XI) como «concejal» y «capitán». También pudo haber sido embajador en Constantinopla, donde habría negociado con el emperador bizantino el reconocimiento de la dominación de Venecia sobre Dalmacia y Croacia alrededor de 1084/1085. Marco pudo haber hecho entonces numerosas amistades y relaciones en Grecia y alrededor del mar Egeo. Luego fue apodado Costantinopolitani (el «Constantinopolitano»). Tuvo un hijo, Pietro, del cual solo se sabe que se casó con una hermana de Enrico Dandolo. Pietro tuvo al menos tres hijos: Marco, Bernardo y Lunardo.
Bernardo Sanudo, se encontraba entre los electores del dux Enrico Dandolo en 1192. Lunardo fue uno de los oficiales al mando de la flota veneciana que atacó Abidos en 1196. Lunardo, o según otras crónicas venecianas, Bernardo, fue Capitan delle Navi (comandante de una parte de la flota veneciana) de Enrico Dandolo durante la conquista de Constantinopla en 1204.
La fecha de nacimiento de Marco Sanudo es desconocida. A menudo se deduce con la edad de su probable muerte. Según Père Saulger pudo haber tenido 67 años en 1220. Marco pudo haber nacido alrededor de 1153. Es mencionado por primera vez en las crónicas medievales a bordo de las galeras venecianas alrededor de 1176/1177 cuando 30 galeras de Venecia, bajo el mando del dux Sebastian Ziani se enfrentaron contra 75 galeras al mando de Otón I, conde de Borgoña, hijo de Federico I, emperador del Sacro Imperio. Pero la existencia histórica de esta batalla es incierta.
El primer hecho conocido sobre Marco Sanudo es que participó en la Cuarta Cruzada. Fue conocido por su valentía, pero sin otros detalles, durante las capturas de Zara y Constantinopla. Aunque, su nombre no se encuentra entre las de los oficiales al mando de las galeras. Es probable que estuviera a bordo de una galera comandada por uno de sus hermanos (Bernardo o Lunardo) o por su tío Enrico Dandolo.

## Conquista de la Cícladas

### Las Cícladas a principios delsigloXIII
Después de Heraclio, el Imperio bizantino estuvo organizado en themas. En el siglo X, el thema del Mar Egeo (en griego: θέμα τοῦ Αἰγαίου Πελάγους) había sido creado y estuvo gobernado por un almirante (drungario). El thema incluía las Cícladas, Espóradas, Quíos, Lesbos y Lemnos. Pero rápidamente, el gobierno central ya no fue capaz de controlar estos pequeños y dispersos territorios. A principios del siglo XIII habían renunciado a la idea por completo. Al parecer las Cícladas pudieron haber sido entonces gobernadas desde Rodas por un antiguo funcionario bizantino León Gabalas autodenominado «César» y «Señor de Rodas y las Cícladas». Pero ni siquiera León fue capaz de recaudar los impuestos, principalmente por causa de los piratas genoveses y turcos. En ese momento, los habitantes abandonaron los pueblos costeros para crear otras nuevas en las montañas, como los pueblos en la meseta de Traghea en Naxos.

### Competencia entre Venecia y Génova

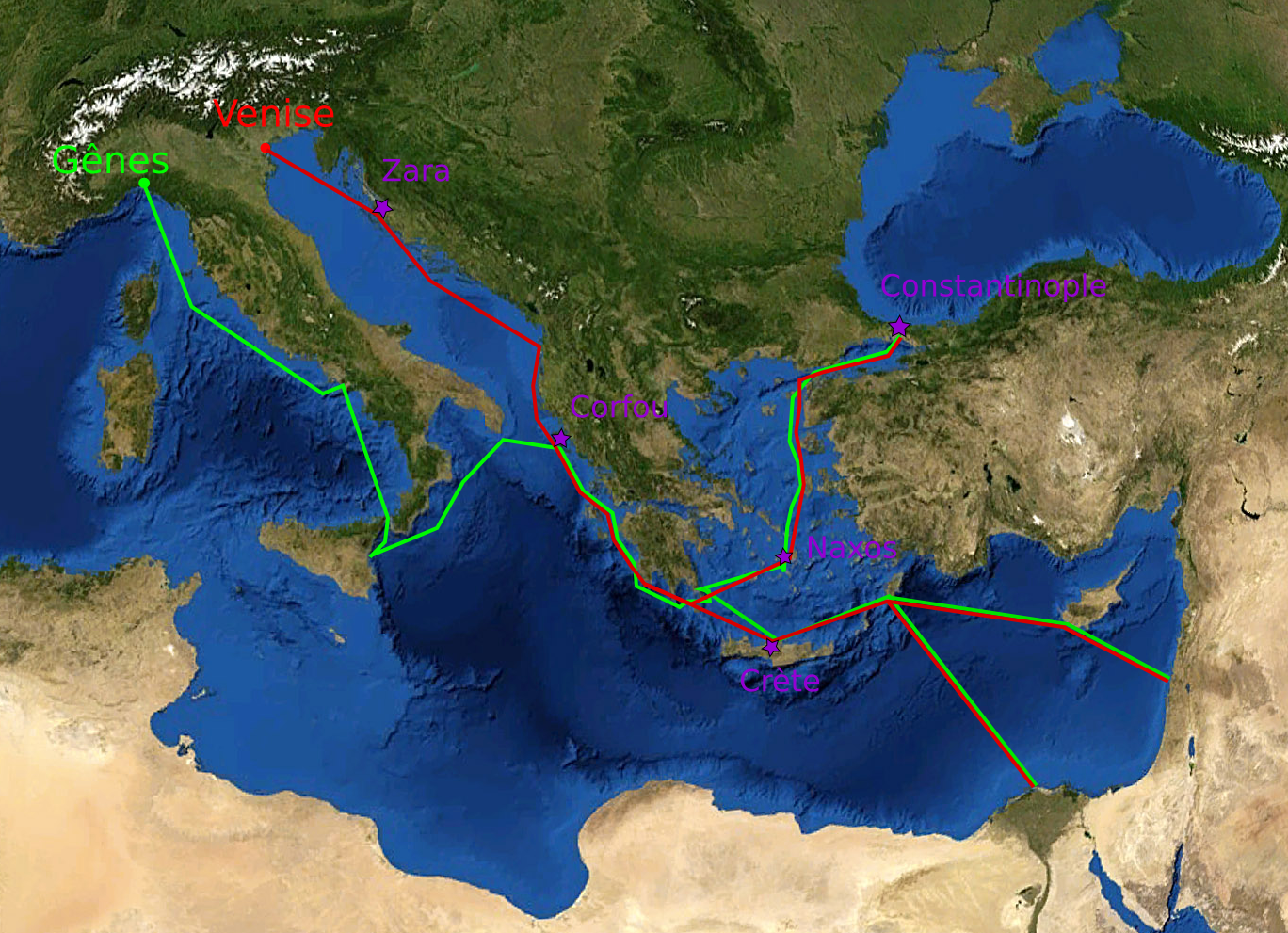
Rutas comerciales genovesas y venecianas con los lugares donde se acredita la presencia de Marco Sanudo.

Después del siglo XI, las ciudades mercantiles italianas, principalmente la República de Venecia y la República de Génova, desarrollaron su comercio con el Oriente, sobre todo en Constantinopla y Egipto, los primeros puntos en la ruta de la seda. Las rutas comerciales de ambas ciudades fueron casi idénticas. Los barcos venecianos recorrían junto a la costa oriental del mar Adriático con escalas en Zara, Dirraquio y Corfú, luego alrededor del Peloponeso con Corone y hasta el mar Egeo y las Cícladas con escalas en Naxos, Eubea y Tesalónica hasta Constantinopla, o a través de Creta, Alejandría y Siria. Los barcos genoveses recorrían junto a la costa occidental de Italia, cruzaban el estrecho de Mesina luego el estrecho de Otranto a Corfú, alrededor del Peloponeso deteniéndose en Monemvasia, el Egeo y las Cícladas con escalas en Quíos hasta Constantinopla o a través de Milo, Naxos y Amorgos a Egipto y Siria. Así, las ciudades competían para controlar los lugares de escala.
La competencia creció en el siglo XII. Venecia había asegurado conseguir privilegios del emperador bizantino Isaac II Ángelo. Su sucesor Alejo III Ángelo resentía el control veneciano del comercio bizantino. Alejo trató de dar más espacio a Génova, así como Pisa (para evitar dar a Génova todo el poder). Así, los marinos genoveses aplastaron a los mismos piratas que su República había creado para paralizar el comercio veneciano. El barrio genovés de Constantinopla se hizo más grande en 1201. La influencia pisana también creció en Tesalónica. Venecia no podía permitir esto sin resolver. Cuando Alejo Ángelo pidió a los cruzados ayudarle a convertirse en emperador, no pudieron rechazarlo. Un nuevo emperador, que debía su trono a los cruzados y a Venecia, era lo que la ciudad necesitaba para recuperar su poder comercial en el Imperio bizantino.

### La cuarta cruzada

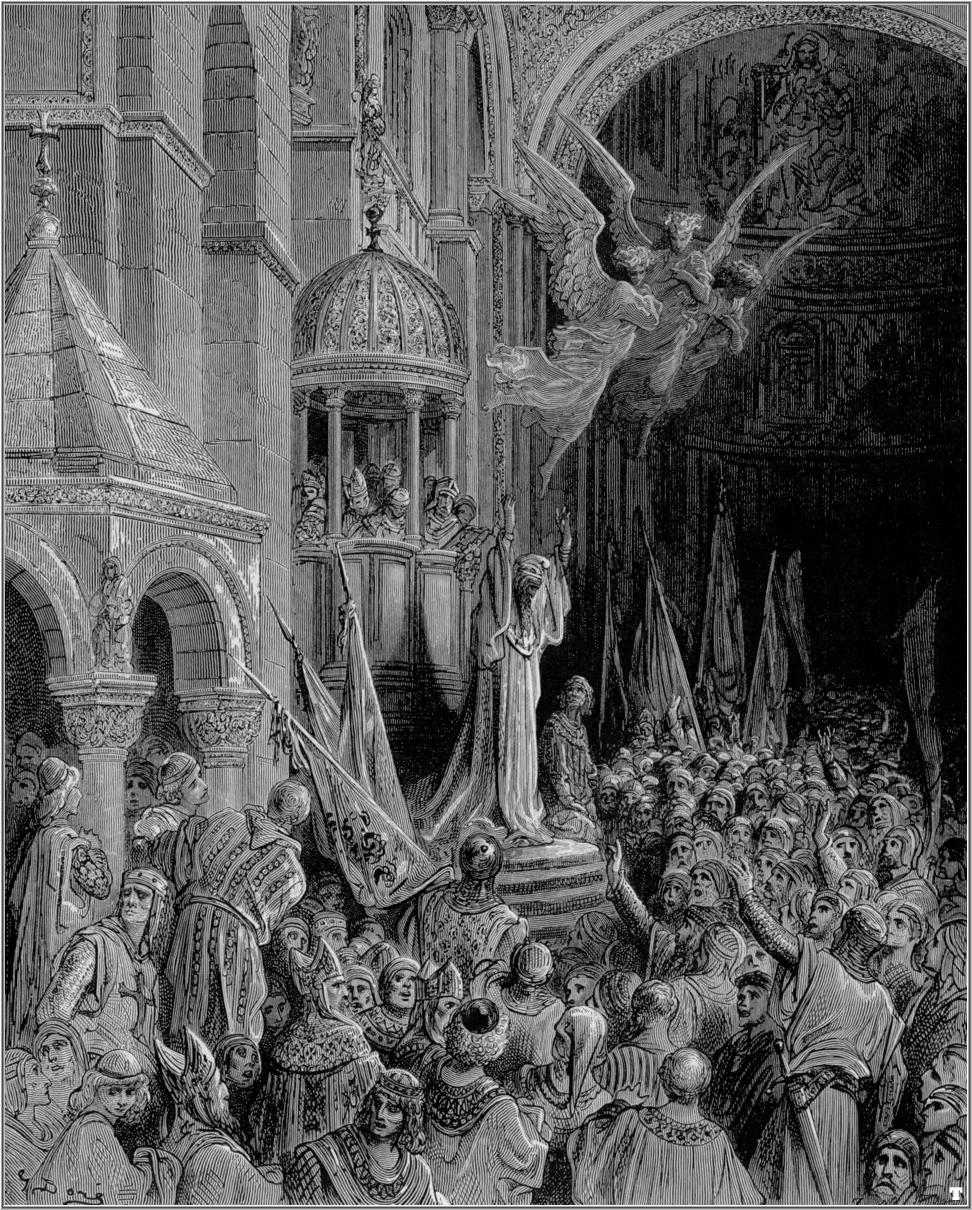
Enrico Dandolo predicando la cruzada.

En julio de 1203, los cruzados tomaron Constantinopla y colocaron a Alejo IV Ángelo en el trono, como habían prometido. Sin embargo, la hostilidad entre los cruzados y los habitantes de Constantinopla también fue creciendo. La lucha entre los cruzados y las tropas de Alejo V Ducas estalló.
Finalmente, el 13 de abril de 1204, los cruzados, o «latinos» o «francos» como llegaron a ser llamados, tomaron nuevamente Constantinopla y compartieron el conquistado Imperio bizantino. El tratado del Partitio terrarum imperii Romaniae probablemente se redactó durante el otoño de 1204 por una comisión de 24 personas (12 venecianos, 12 no venecianos). Una cuarta parte del territorio fue para el conde Balduino VI de Henao, elegido emperador latino, tres octavos fueron a Venecia, y los tres octavos restantes a los otros cruzados. Las Cícladas no fueron mencionadas como tal, contrariamente a las Espóradas o las Islas Jónicas. Solo Andros y Tinos fueron mencionadas: una fue dada a Venecia y la otra al emperador. Los historiadores trataron de identificar las otras islas de las Cícladas en el texto pero ninguna es realmente convincente. Paul Hetherington sugiere dos explicaciones simples para la ausencia de las Cícladas, incluso las más grandes como Naxos, en el texto. El tratado fue redactado utilizando los impuestos bizantinos de 1203 y estas ya no se recaudaban en la mayoría de las islas. Venecia también pudo haberlo hecho deliberadamente ya la República era la única con un conocimiento geográfico real del Egeo. Así, la República mantendría a un lado los puntos de paso obligado en sus rutas comerciales.

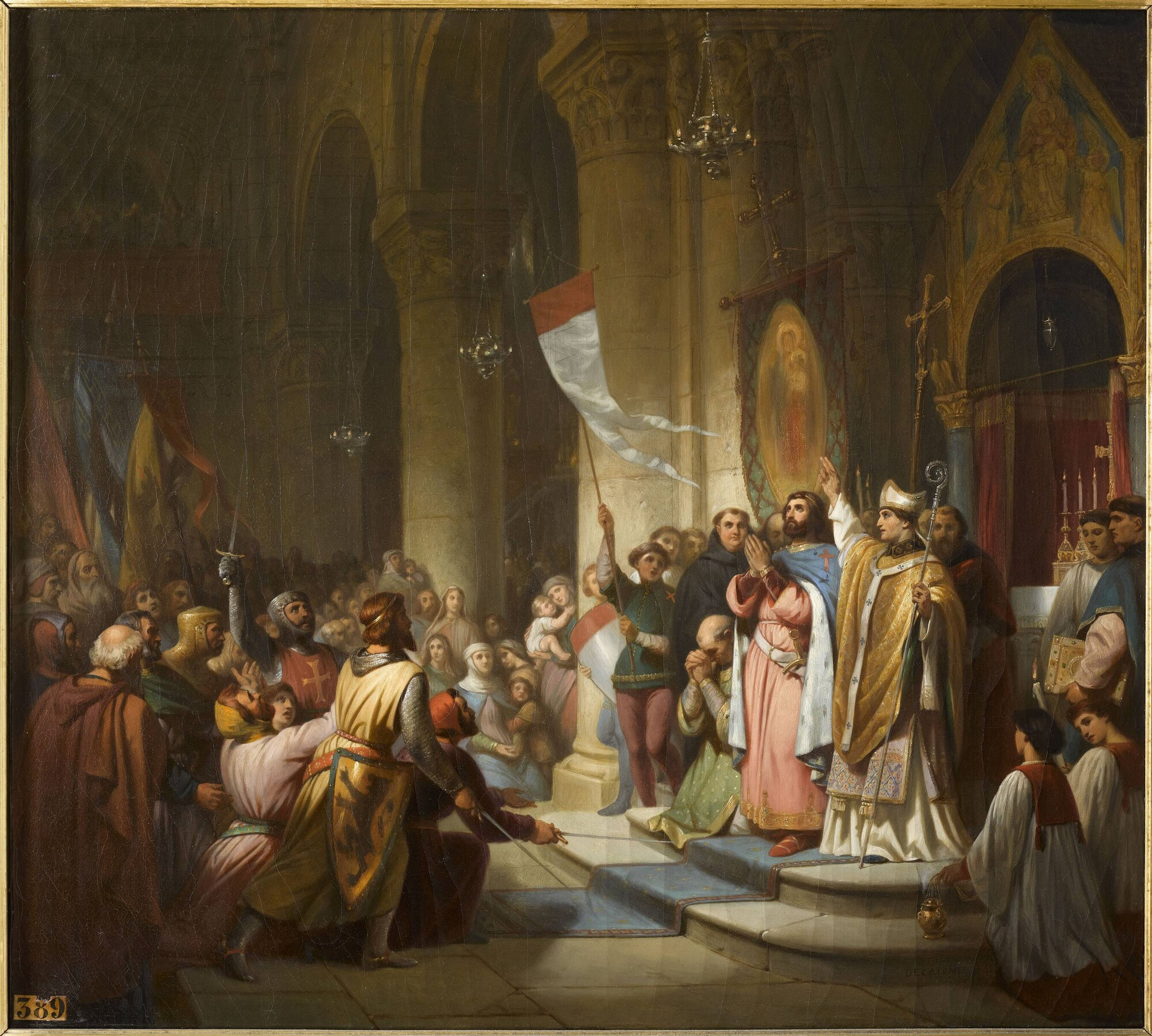
Bonifacio de Montferrato.

En la conquistada Constantinopla, Marco Sanudo se convirtió en juez de la corte consular (giudice del commun) y luego participó en las negociaciones entre la República de Venecia y Bonifacio I, marqués de Montferrato, que terminó con la compra de Creta, dado a Bonifacio por Venecia. Bonifacio de Montferrato era más cercano a los genoveses que a los venecianos. Así, no fue elegido emperador latino y recibió como compensación el Reino de Tesalónica y Creta. Pero Macedonia no había sido conquistada, y cuando el ejército imperial latino inició la conquista, Bonifacio se rebeló, considerando que el emperador estaba tratando de tomar su parte. Así, Bonifacio sitió Adrianópolis. El dux de Venecia, Enrico Dandolo envió una misión para razonar con Bonifacio. El líder de los embajadores era Godofredo de Villehardouin y Marco Sanudo estaba entre ellos. El principal objetivo de la misión era evitar que Bonifacio vendiera Creta a la República de Génova, como lo había anunciado. El 12 de agosto de 1204, se firmó el Tratado de Adrianópolis entre Bonifacio y Venecia. La República tendría la isla de Creta y garantizaba a Bonifacio la posesión del Reino de Tesalónica. Algunas crónicas medievales dicen que este Tratado de Adrianópolis daba explícitamente tierras a Marco Sanudo en Creta. Pero el texto original conservado no menciona tal cosa.

### Creación del Ducado

#### Conquista de Naxos

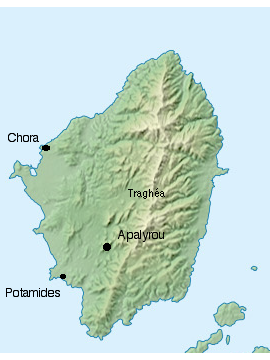
Mapa de Naxos, con la ubicación de los lugares afectados por las operaciones.

La República de Venecia temía que su rival, la República de Génova, habría tomado ventaja de la situación conflictiva en el Mediterráneo oriental para obtener territorios. Venecia apenas podía comprar Creta justo antes que Génova. Aun así, la República de Génova amenazó a su rival con la guerra si no abandonaba la gran isla. La guerra era inevitable y se inició. A principios de 1205, llegó la noticia a Constantinopla de que una flota genovesa acababa de llegar al Egeo. Marco Sanudo, con su tío Enrico Dandolo y las bendiciones del emperador latino, armaron con su propio dinero ocho galeras que habían sido confiadas a Marco con el fin de luchar contra los genoveses. Todos los marineros eran venecianos y llegaron por voluntad propia.
Con el fin de lograr este objetivo, el control de Naxos era esencial. La flota de Sanudo desembarcó en la suroeste de la isla, cerca de Potámides. La población local no se opuso a ellos. El objetivo principal era la fortaleza bizantina de Apalyrou, aproximadamente tres kilómetros tierra adentro. Estaba custodiado por tropas griegas y genovesas. Según algunas fuentes, Sanudo quemó literalmente sus barcos para motivar a sus soldados. El asedio duró cinco semanas. La captura de la fortaleza dio a Sanudo el control de toda la isla.

#### Confirmaciones políticas

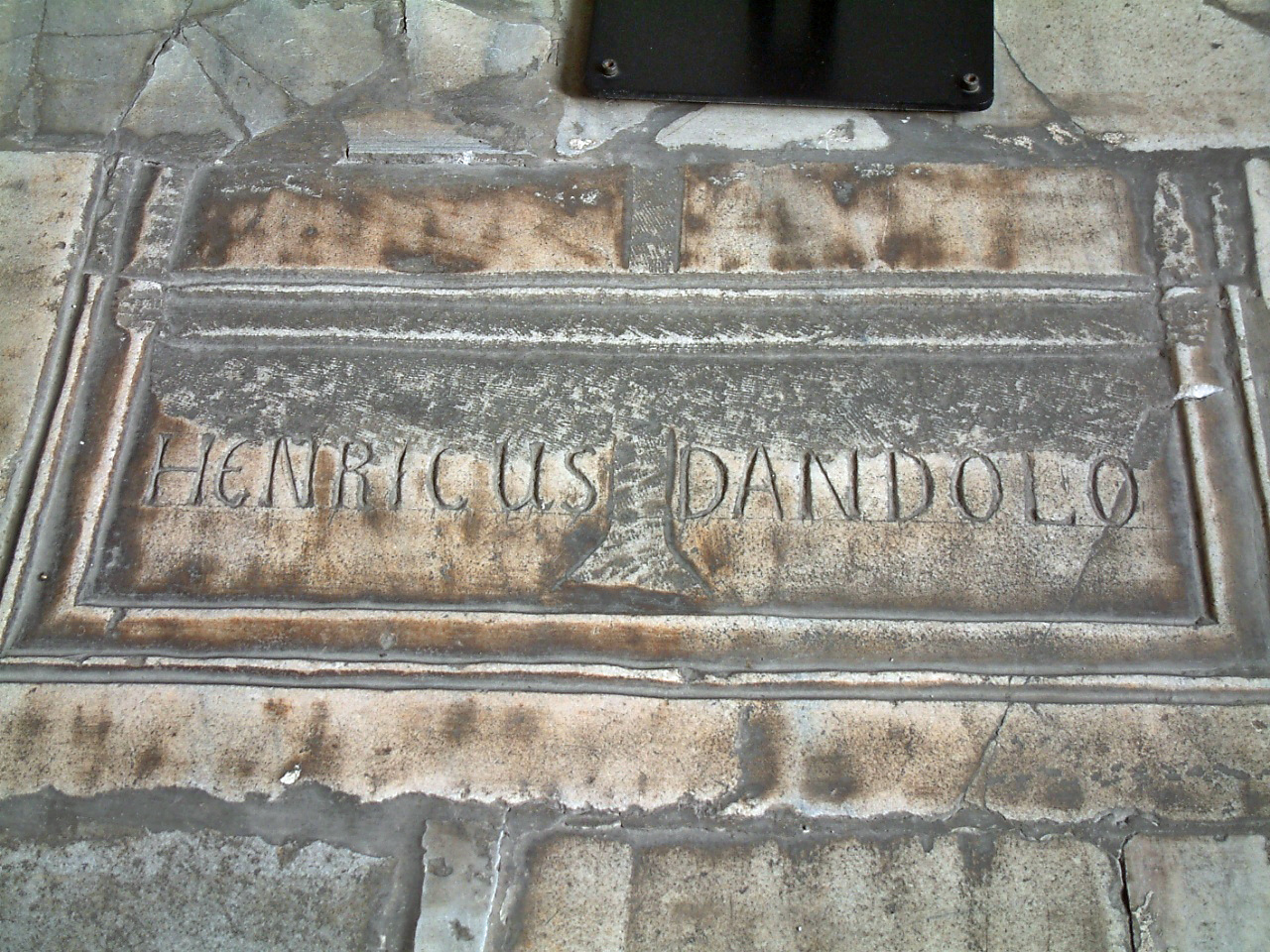
Tumba de Enrico Dandolo en Santa Sofía.

Marco Sanudo tenía que tener sus conquistas certificadas por las autoridades del Imperio latino. Sin embargo, el emperador Balduino había muerto durante la batalla de Adrianópolis (1205) y el tío de Marco Sanudo Enrico Dandolo también murió en junio de ese mismo año. En Constantinopla, el podestà y el concilio de los venecianos le aseguraron que no habría problema. Sin embargo, le hicieron una condición: Naxos solo podría pasar a un veneciano después de la muerte de Sanudo.
En julio de 1205, Sanudo partió a Venecia, llevando la noticia de la muerte del dux, y también para obtener la confirmación de su conquista. Allí, participó en la elección del nuevo dux Pietro Ziani. Posteriormente, fue autorizado para tomar, como propiedad privada, todas las islas Cícladas no incluidas en el Partitio Terrarum. De hecho, este derecho se dio a todos los ciudadanos venecianos por todas las tierras bizantinas no incluidas en el Partitio Terrarum.
Mientras tanto, los genoveses se habían asentado en Creta y en Corfú, amenazando el poder veneciano. La República armó una flota para expulsarlos. Marco Sanudo participó en la expedición a Creta debido a que los genoveses eran una amenaza para su isla. Enrico Pescatore, un pirata genovés, había desembarcado en Creta en 1206 con una flota que comprendía ocho galeras. La flota veneciana capturó cuatro galeras genovesas en Spinalonga, luego patrullaron los mares cretenses, abordando todos los barcos. Pero no trataron de recuperar la isla. Al final de la campaña, la flota veneciana se fue a casa y Sanudo navegó a Constantinopla para obtener del nuevo emperador latino (Enrique de Flandes) la confirmación por su conquista y su nuevo proyecto: la conquista de los otras Cícladas.

#### Conquista de las otras islas

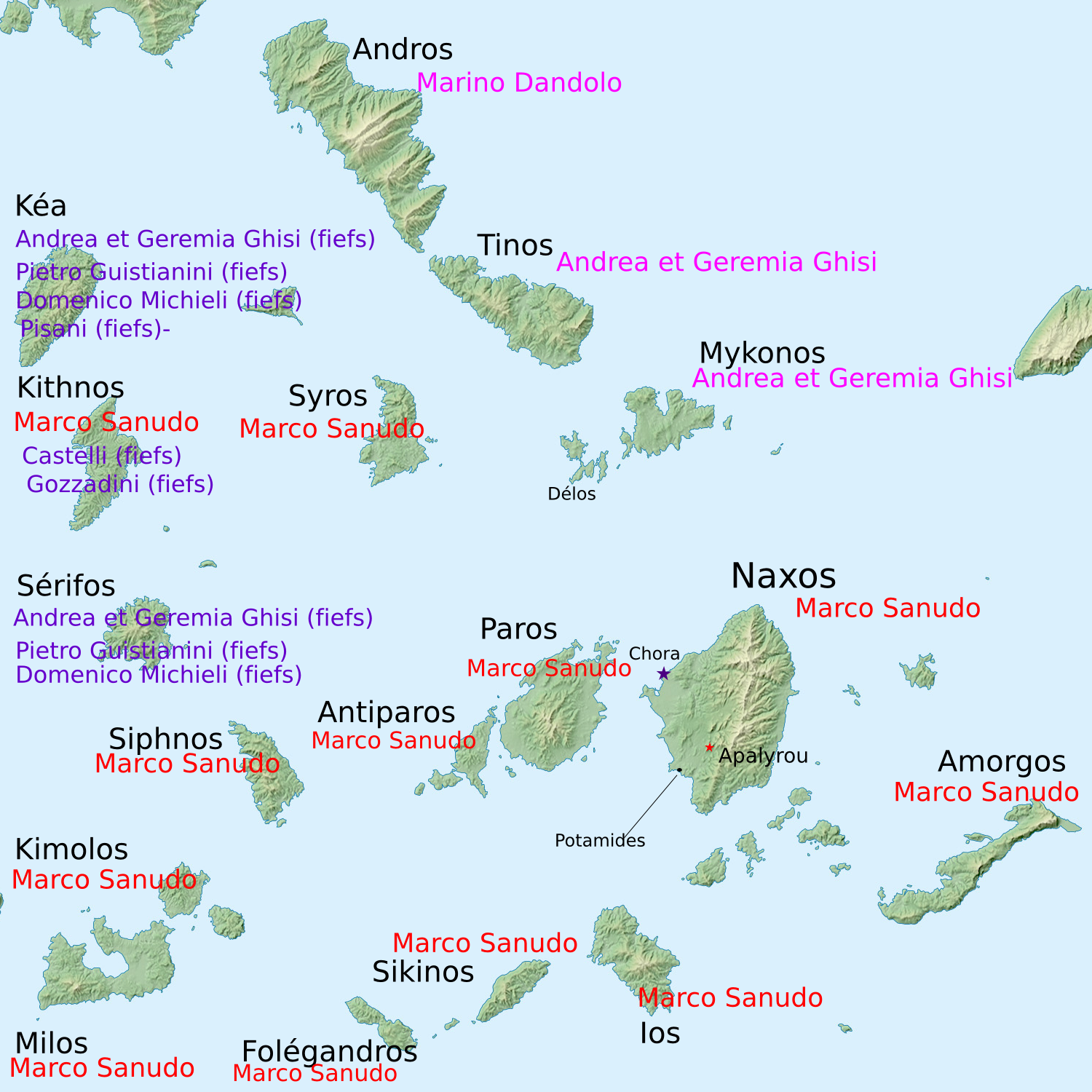
Repartición de las islas del Egeo entre los conquistadores.

La autorización otorgada por las autoridades venecianas e imperiales dio ideas a otros aventureros. Una nueva expedición, todavía con financiación privada, zarpó en 1206-1207. Ese año, Marco Sanudo controlaba todas las Cícladas con sus compañeros o parientes. Su primo Marino Dandolo (otro sobrino de Enrico Dandolo) se convirtió en señor de Andros. Otros parientes, los hermanos Andrea y Geremia Ghisi se convirtieron en señores de Tenos y Miconos, con feudos en Ceos y Serifos (también en las Espóradas). Los Pisani compartieron Ceos con los Ghisi, los Michieli y los Guistiniani. Jacopo Barozzi ocupó Santorini. Ánafe fue para Leonardo Foscolo. Pietro Guistianini y Domenico Michieli recibieron cada uno un cuarto de Serifos y un cuarto de Ceos. Marco Sanudo tomó una docena de las islas más grandes: Naxos, Paros, Antíparos, Milo, Kímolos, Ios, Amorgos, Sifnos, Síkinos, Siros, Folégandros y Citnos (donde los Castelli y los Gozzadini eran sus vasallos). Algunas crónicas sugieren que podría haber conquistado a Esmirna en ese momento.
La conquista parece haber sido relativamente fácil. No hay relatos de batallas o peleas. Parece que todo lo que los conquistadores tuvieron que hacer fue presentarse en el puerto principal de una isla y anunciar que se estaban haciendo cargo. Los historiadores sugieren algunas explicaciones. El primero está relacionado con la inseguridad causada por los piratas en el Egeo en ese momento y solo la flota veneciana era lo suficientemente fuerte como para luchar contra ellos. A los lugareños no les importaba que los nuevos señores fueran personas privadas y no capitanes al servicio de Venecia. Mejor ellos que la inseguridad. Además, Sanudo no alienó a la clase dominante griega: los arcontes. Les dejó conservar sus propiedades, sus privilegios y su religión. Por lo tanto, no debía temer nada de una población local controlada por la clase dominante local.

#### Hipótesis alterna
Guillaume Saint-Guillain, en un artículo publicado en 2006, después de trabajar en las numerosas crónicas medievales y demostró que no son confiables, utiliza documentos producidos por los contemporáneos de Marco Sanudo. Así, el arzobispo de Atenas, Miguel Coniata, que se había refugiado de las tropas latinas en Ceos, escribió a finales de 1208 o principios de 1209 una carta al patriarca de Constantinopla en la que se negaba a hacerse cargo de la sede vacante del obispo de Paros-Naxos. No parece probable que hubiera huido de los latinos en Atenas para ir a tierras conquistadas por los latinos en Naxos. En su poema Théanô, escribe sobre la resistencia griega a los latinos. Al leer ese texto, podemos inferir que la isla en la que vivía, Ceos, no fue conquistada en el momento en que escribió (1212). Sugiere en el mismo poema un intento fallido de conquista de las Cícladas en 1205, pero no se menciona a Marco Sanudo. Entonces podría ser necesario sugerir una fecha posterior para la conquista de las Cícladas por los venecianos.

## La fusión de dos mundos
Marco Sanudo fue el iniciador de las dos líneas políticas principales de todos los gobernantes del Ducado del Archipiélago a lo largo de su existencia: la independencia de la República de Venecia y las buenas relaciones con la población griega de sus islas.

### Feudalismo occidental en tierras griegas
En 1210, Marco Sanudo prometió homenaje al emperador latino Enrique, que le otorgó el título de par del Imperio bizantino y duque del Archipiélago. Es probable que fuera este ducado el que creó la palabra «archipiélago» del veneciano, una deformación del nombre griego del mar Egeo «Aigaion Pelagos» (Αιγαιον πελαγος). Por ese homenaje, Sanudo eligió convertirse en el vasallo del emperador para evitar terminar con un simple gobernador de las islas en nombre de Venecia. Por lo tanto, se aseguró de que sus conquistas se convirtieran en sus propias propiedades, a cambio de las obligaciones feudales habituales: ayuda y consejo.
Así, el sistema feudal occidental llegó a Grecia. Excepto los Ghisi que podrían haber sido vasallos directos del emperador, todos los italianos en las Cícladas eran vasallos de Marco Sanudo, él mismo vasallo del emperador. Sanudo recompensó a sus soldados y marineros que conquistaron las islas en su nombre en la forma en que se hacía en Occidente: los armó caballeros y les entregó feudos a cambio de las obligaciones feudales habituales: ayuda y consejo. Se hicieron conocidos como feudati o feudatori, viviendo de las rentas de sus tierras. Se convirtieron en una nueva élite social junto con los arcontes griegos. Cuando la noticia de que los campesinos podrían convertirse en caballeros en Grecia llegó a Europa occidental, llegó una nueva ola de aventureros desde Italia, Francia o España.
Marco Sanudo reconoció los derechos y los hechos de sus propiedades de todos los arcontes griegos. En Naxos, se conocen 56 feudos (τόποι) para esa época: la mitad estaba en manos griegas. Parece que había suficientes tierras no reclamadas y tierras tomadas del antiguo dominio público bizantino para que Sanudo se las diera a sus nuevos vasallos «francos» sin confiscar las propiedades griegas. Al mismo tiempo, en Creta, Venecia confiscó las propiedades de los arcontes griegos y, al hacerlo, las enajenó durante los siguientes siglos, durante los cuales la república tuvo que enfrentar numerosas rebeliones. Marco Sanudo nunca tuvo problemas con «sus» nativos.
El sistema feudal «franco» simplemente se agregó al antiguo sistema administrativo bizantino mantenido por los nuevos señores: la antigua organización administrativa bizantina se usó para los nuevos impuestos y corveas feudales y las técnicas agrícolas bizantinas se usaron en los nuevos feudos. La ley bizantina también se usó para la población griega local para los matrimonios o las propiedades. Era lo mismo para la organización religiosa: incluso si la jerarquía católica estaba en el poder, todavía existía una jerarquía ortodoxa (aunque sin un obispo pero con un protopapas). Y, cuando un sacerdote católico no estaba disponible, la misa era oficiada por un sacerdote ortodoxo. 
Rápidamente, las dos comunidades se hicieron cada vez más cercanas. Los «nobles», tanto italianos como griegos, hablaban italiano, llamados por todos los griegos «francos» y las clases bajas hablaban una combinación de los dos idiomas, un «italoheleno». Por lo tanto, pudieron entenderse entre sí en algún nivel.

### Gobierno del Ducado de Naxos

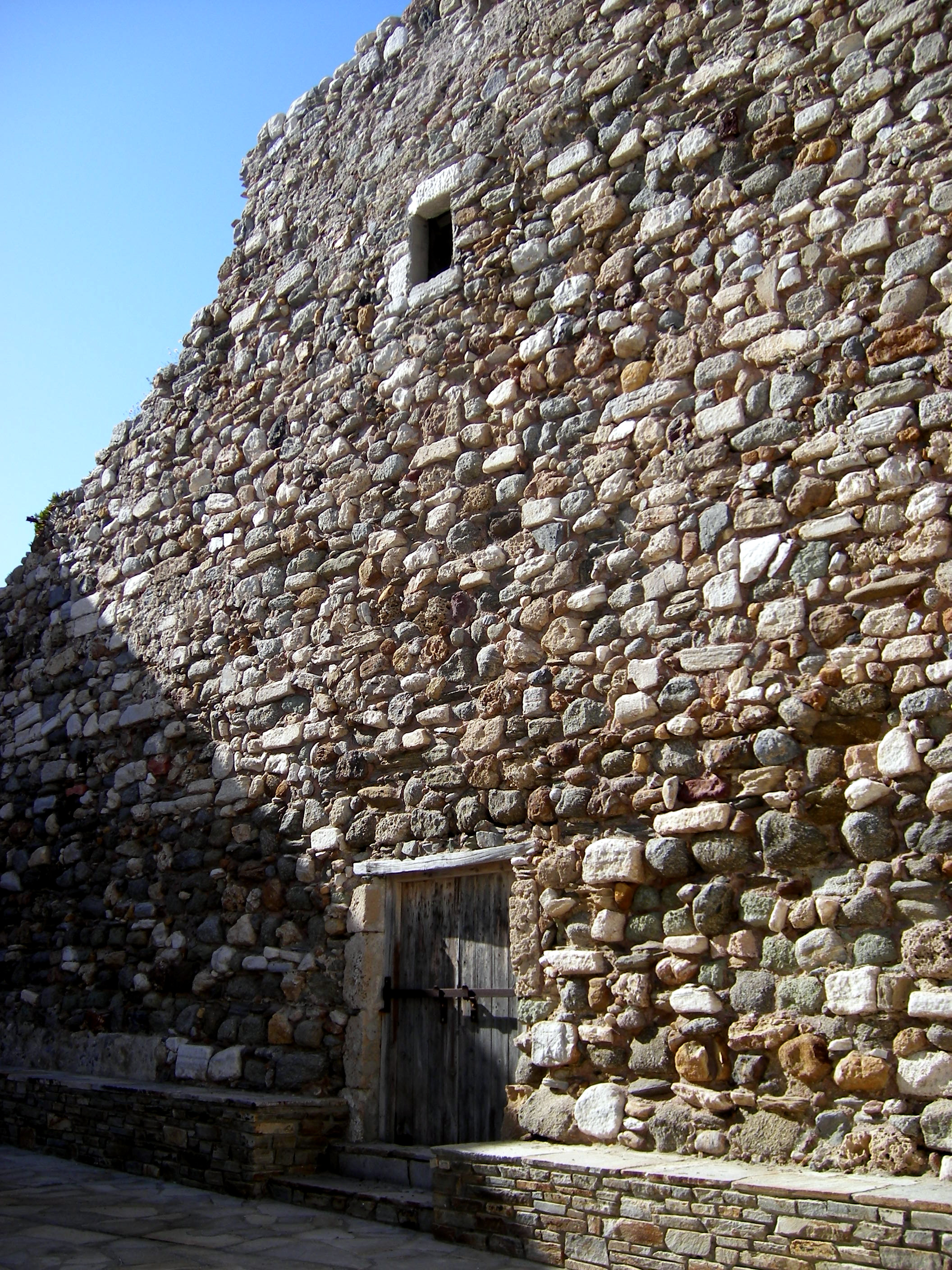
Ruinas de la fortaleza de Marco en el castro de Naxos.

Sanudo gobernó directamente sobre Naxos y Milo y designó gobernadores en todas las otras islas. Según el padre Saulger, Sanudo creó todas las instituciones del Ducado, pero según BJ Slot, no hay pruebas reales de ese hecho. Marco Sanudo podría haber sido ayudado por un consejo (università) inspirado en la institución veneciana. Griegos y latinos eran miembros de ese consejo. Sanudo podría haber instituido la función política de vicario, quien se suponía que lo reemplazaría cuando se encontrara fuera (lo cual fue repetidamente). También había un megas kapetanios (en griego), comandante en jefe de las tropas, un tesorero, un canciller y una administración judicial. El ducado también tenía su propia divisa: el ducado.
Sanudo cambió la cara de la isla al trasladar la capital (la actual ciudad de Naxos o Chora) del interior a la costa, donde solía estar durante la Antigüedad. Su puerto era incluso mejor que Potámides. Construyó al menos un muelle. Algunas fuentes incluso dicen que vincula el continente con el islote en el que está construido el templo. Algunos dicen que la capilla de Myrtidiotissa en un pequeño islote en el medio del puerto fue construida en el muelle medieval. En la antigua acrópolis, Sanudo construyó su castro, su fortaleza. Comprende el palacio, los muros exteriores, un torreón, una capilla gótica (ya destruida), las casas de las familias latinas y la catedral católica. Los griegos construyeron sus casas entre el puerto y la fortaleza, en los suburbios de Bourgou y Neochorio.
Hizo lo mismo en Milo, donde se construyó una nueva ciudad para las familias latinas en la costa: Apanocastro.

### Familias católicas y familias ortodoxas
Las personas de Europa occidental eran muy pocas en el ducado de Sanudo, alrededor del 10% de la población de la «isla capital» Naxos, es decir, alrededor de 300 personas. En la otra isla, la proporción fue menor: no superior al 5%. Entonces, las clases dominantes «latinas» y «griegas» se mezclaron rápidamente. Además, los «latinos» eran casi exclusivamente hombres y las familias occidentales no estaban dispuestas a casarse con sus hijas tan lejos. Entonces, los señores latinos encontraron esposas en Grecia.

### Muerte y sucesor
Marco murió en 1227, dos años después de que Otón de la Roche, el primer duque de Atenas, partiera hacia Francia, tres años después del colapso del Reino de Tesalónica, y poco antes de la muerte de Godofredo I de Villehardouin, príncipe de Acaya. En muy poco tiempo, todo el panorama político de la Grecia franca fue radicalmente alterado.

## Matrimonio y descendencia
Según William Miller, Marco se casó con una mujer de la familia Láscaris. Miller la identificó como una hermana de Constantino Láscaris y Teodoro I Láscaris. Basó esta teoría en su propia interpretación de las crónicas italianas. El «Dictionnaire historique et Généalogique des grandes familles de Grèce, d'Albanie et de Constantinople» (1983) de Mihail-Dimitri Sturdza rechazó la teoría basada en el silencio de las fuentes primarias bizantinas.
En cualquier caso, Marco tuvo un hijo conocido: Angelo Sanudo. Marino Sanuto el Viejo es considerado un descendiente pero se desconoce su linaje exacto.